# Caso Napoli

Il Napoli 1947-1948

Il "caso Napoli" fu uno scandalo calcistico che nel 1948 coinvolse il Napoli. Si trattò della prima vicenda disciplinare extracalcistica accaduta in Italia dopo la fine della seconda guerra mondiale.

## I fatti
Una denuncia di corruzione presentata dal presidente del Bologna Renato Dall'Ara qualche giorno dopo la partita persa dalla sua squadra in casa contro il Napoli descrisse un incontro avvenuto in precedenza tra il calciatore azzurro Luigi Ganelli e il rossoblù Bruno Arcari. Si trattava in realtà di due concittadini, entrambi residenti nella cittadina lombarda di Codogno, prossimi a imparentarsi perché il secondo promesso sposo della cognata del primo. Una lettera anonima aveva segnalato a Dall’Ara la presunta richiesta di Ganelli ad Arcari di ammorbidire i compagni di squadra affinché non si impegnassero a fondo contro il Napoli.
La vittoria non servì comunque al Napoli, che terminò il campionato di Serie A 1947-1948 al 18º posto, retrocedendo per la seconda volta nella sua storia in Serie B. La dirigenza azzurra chiese alla FIGC di applicare il ripescaggio, come fatto in condizioni del tutto differenti l’anno precedente con la Triestina per "motivi patriottici", e si rivolse alle assemblee estive per tentare di recuperare a tavolino la categoria, appellandosi all'”orgoglio meridionale” nonché a presunti torti arbitrali contro varie squadre del Sud supportati, a proprio dire, da prove cinematografiche, fino a proporre al Consiglio Federale il voto per la messa a disposizione di un ventunesimo posto per la successiva stagione della massima serie. Inoltre, i partenopei accusarono la Lega Nazionale di essere governata da una “casta milanese” che faceva opposizione all’assegnazione alla città di Napoli di un miliardo di lire da parte del Consiglio dei Ministri per la costruzione di un nuovo monumentale stadio, il futuro Stadio San Paolo, necessario alla società in quanto questa - dopo la distruzione del capiente Stadio Partenopeo, a seguito dei bombardamenti del 1942 - era stata costretta a disputare le gare casalinghe nel precario Stadio della Liberazione al Vomero (attuale Stadio Arturo Collana), in cui qualche mese prima più di cento persone erano rimaste ferite per il cedimento di una tribuna.
La Lega Nazionale, fortemente indispettita dalla battaglia del Napoli incentrata su tematiche del tutto estranee alla contestazione avanzatagli, attivò gli organi di giustizia. Il presidente Giuseppe Muscariello e il calciatore Ganelli furono squalificati a vita, e il club fu relegato d'ufficio simbolicamente all'ultimo posto della classifica per tentata corruzione nella partita contro il Bologna, divenendo così la prima squadra nella storia del calcio italiano a subire questo tipo di penalizzazione.
La vicenda degenerò in una guerra aperta. Il Napoli tornò nuovamente alla sua teoria secondo cui il fine fosse di impedire la realizzazione del progetto dello stadio avviato dal CONI, insinuando pure che il “cartello settentrionalista” avesse in mano anche l’associazione degli arbitri. Per compattare il calcio del Sud contro le società del Nord, il Napoli indisse una riunione delle società meridionali di Serie A, B e C e chiese lo spostamento della sede della Lega da Milano a Firenze. La società partenopea fu deferita per calunnie rivolte al presidente Piero Pedroni, cui il Napoli rispose con una querela presso la giustizia ordinaria. A quel punto, la FIGC agì coercitivamente minacciando la radiazione del club partenopeo per violazione della clausola compromissoria. Così alla fine si arrivò ad un compromesso tra la FIGC ed il Napoli, che consisteva nella resa del Napoli alla FIGC in cambio della riabilitazione ed una revisione del suo caso. Quindi fu riammesso nei ranghi federali ed iscritto in Serie B solo dopo aver dichiarato la resa definitiva alle volontà superiori. 

### Cronologia

Renato Dall'Ara, presidente del Bologna e accusatore del Napoli.

- Giovedì 1º luglio 1948: Renato Dall'Ara, presidente del Bologna, denuncia che alcuni anonimi testimoni avrebbero visto quattro suoi giocatori subire proposte di dirigenti del pericolante Napoli per perdere la gara coi partenopei.[7]
- Domenica 4 luglio: si chiude il campionato 1947-48. Il Napoli, 18º classificato, è retrocesso in Serie B.
- Lunedì 5 luglio: il Napoli presenta ricorso per l'arbitraggio della terzultima giornata di campionato, persa dai partenopei a San Siro contro l'Inter. Al contempo, la Salernitana reclama per la gara contro la Roma.
- Giovedì 8 luglio: la Commissione di Appello Federale apre un'inchiesta su Inter-Napoli.
- Martedì 13 luglio: il Consiglio Federale della FIGC vota una risoluzione, sostenuta in blocco dalle squadre del Sud, per la creazione di un 21º posto sia in Serie A sia in Serie B, annullando le eliminatorie in corso nel torneo cadetto. Determinante il voto di alcune piccole squadre del Nord, colto concedendo il contestuale allargamento della Serie C.
- Sabato 17 luglio: il Napoli esibisce una pellicola INCOM e chiede la prova visiva a sostegno delle sue contestazioni arbitrali.
- Lunedì 19 luglio: l'arbitro di Inter-Napoli, signor Ferruccio Bonivento, si dimette dall'Associazione Italiana Arbitri, dichiarandosi diffamato dalle accuse napoletane.
- Giovedì 29 luglio: la CAF respinge i ricorsi di Napoli e Salernitana[8], con le motivazioni che non vi è stato errore tecnico e che la prova visiva non è contemplata nei regolamenti federali e della FIFA. I due club campani ricorrono al Consiglio Federale[8].
- Sabato 31 luglio: la Lega Nazionale Professionisti dichiara il Napoli colpevole di tentata corruzione dei giocatori bolognesi.
Il comunicato[9] diramato dalla Lega Nazionale sancisce:[10]

1. retrocessione del Napoli all'ultimo posto in classifica;
2. inibizione a vita a ricoprire incarichi ufficiali per il presidente del Napoli, Giuseppe Muscariello, e per Paolo Innocenti, ex giocatore del Napoli dal 1926 al 1937 e primo capitano della squadra partenopea[11];
3. squalifica a vita per il centrocampista Luigi Ganelli (Napoli);
4. squalifica di 3 mesi per Bruno Arcari (Bologna), di 2 mesi per Carlo Barbieri (Napoli) e Sauro Taiti (Bologna) e di 1 mese per Gino Cappello (Bologna, successivamente coinvolto nel 1960 per l'illecito sportivo che prende il suo nome, caso Cappello);

- Domenica 1º agosto: il presidente del Napoli, Giuseppe Muscariello, annuncia querela per diffamazione contro la Lega e il suo presidente, Piero Pedroni[5].
- Martedì 3 agosto: il Napoli indice un'assemblea delle squadre meridionali e, accusando apertamente la Lega di essere un'organizzazione nordista[3], ne chiede l'immediato spostamento a Firenze[3]. Contemporaneamente a Milano le squadre di Serie A votano un ordine del giorno contrario a ogni ripescaggio[12].
- Giovedì 19 agosto: la CAF respinge il ricorso di Muscariello e condanna di conseguenza il Napoli per violazione della clausola compromissoria in relazione alla querela contro la Lega[6][13]. Apertura della procedura per la radiazione del Napoli dalla Federazione per insubordinazione[6].
- Venerdì 20 agosto: ricorso napoletano al Consiglio Federale contro la CAF[14].
- Lunedì 30 agosto: il Consiglio Federale conferma la Serie A a 20 squadre per la stagione 1948-1949, rigettandone l'allargamento[13][15][16]. Resa del Napoli in cambio della riammissione nei ranghi federali e revisione del suo caso.[17]

## Conseguenze
- Conferma a tavolino della retrocessione del Napoli.[1]
- Radiazione del presidente partenopeo Giuseppe Muscariello.[1]
- Allargamento della Serie B a 22 squadre, essendo ormai state annullate le eliminatorie estive.[1]
- Allargamento della Serie C a quattro gironi, anziché tre come previsto in origine.[1]